# Cremaster 1
Série Cremaster
Cremaster 2
(1999)
Pour plus de détails, voir Fiche technique et Distribution.
Cremaster 1 est le premier épisode du cycle Cremaster de l'artiste américain Matthew Barney, sorti en 1996. Il est chronologiquement le deuxième épisode qui soit sorti en salles, après Cremaster 4, sorti en 1994.

## Synopsis

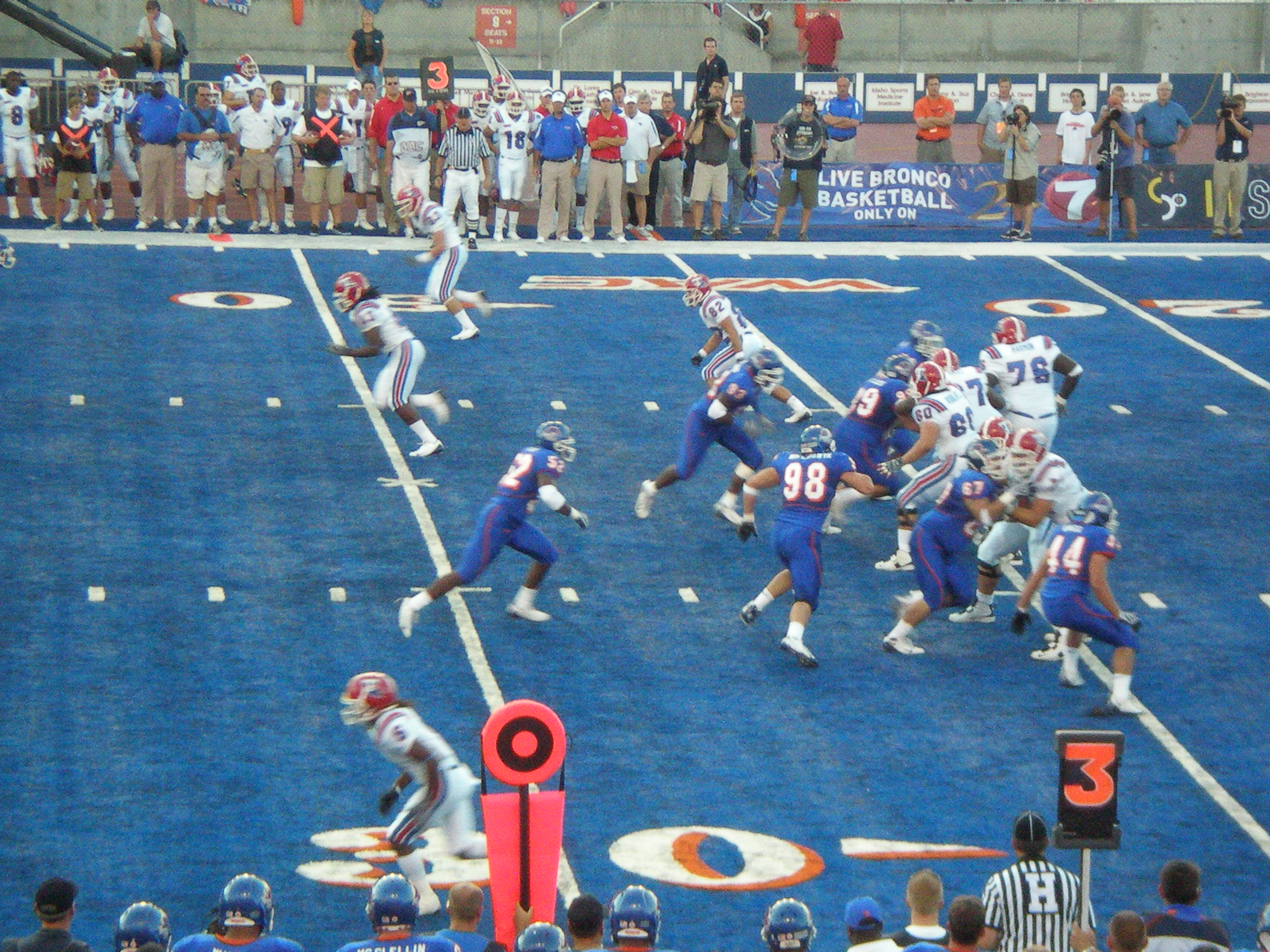
Le Bronco Stadium de Boise, avec son revêtement bleu caractéristique.

Cremaster 1 se déroule pendant l'ascension maximale du muscle crémaster, dans un état d'indifférenciation sexuelle primaire. Pour cette raison, le film ne contient aucun personnage masculin, et est par conséquent le seul film dans lequel Matthew Barney ne joue pas de personnage.
L'intrigue consiste en une revue musicale qui se déroule dans le Bronco Stadium de Boise, dans l'Idaho, la ville natale de l'auteur. Sur le terrain de jeu, un groupe de danseuses se déplace comme des pom-pom girls, créant des figures et des chorégraphies avec des couleurs et de la musique. Dans le ciel, au-dessus du stade, deux dirigeables Goodyear transportent chacun quatre hôtesses de l'air, qui restent d'abord immobiles. Pendant cette première étape, seule une musique d'ambiance évoquant le bruit des turbines se fait entendre.
Au centre de chaque cabine de dirigeable se trouve une table blanche avec une figure sculptée dans la vaseline qui pourrait être un organe reproducteur, entourée de grappes de raisin, sauf que dans un dirigeable les fruits sont verts et dans l'autre rouges. Mais sous les deux tables, dans une sorte de cocon formé par les nappes blanches, se trouve le personnage double de Goodyear, interprété par le travesti Marti Domination, dont la simultanéité déclenche l'action narrative.
Goodyear prend des raisins des deux couleurs et dessine des diagrammes à travers lesquels il dirige les motifs chorégraphiques reproduits par les danseurs sur la piste de danse, en alternant la caméra entre les danseurs et les fruits. Les dessins sont composés de figures cellulaires qui passent d'un système divisé horizontalement à un système reproducteur indifférencié, marquant les six premières semaines de développement du fœtus et représentant le plein potentiel du système.

## Fiche technique
- Titre original : Cremaster 1[1],[2],[3]
- Réalisation et scénario : Matthew Barney
- Musique : Jonathan Bepler
- Production : Barbara Gladstone Gallery
- Pays de production :  États-Unis
- Langues originales : anglais américain
- Genre : Expérimental et musical
- Format : couleurs - son mono - 35 mm
- Durée : 40 minutes
- Date de sortie :
  - États-Unis : 17 juillet 1996
  - France : 6 juillet 2005

## Distribution
- Marti Domination : Goodyear
- Gemma Bourdon Smith : Hôtesse de Goodyear dans le salon vert
- Kathleen Crepeau : Hôtesse de Goodyear dans le salon vert
- Nina Kotov : Hôtesse de Goodyear dans le salon vert
- Jessica Sherwood : Hôtesse de Goodyear dans le salon vert
- Tanyth Berkeley : Hôtesse de Goodyear dans le salon vert
- Miranda Brooks : Hôtesse de Goodyear dans le salon vert
- Kari McKahan : Hôtesse de Goodyear dans le salon vert
- Catherine Mulchahy : Hôtesse de Goodyear dans le salon vert
- Brooke Albus : choriste de Goodyear
- Sara Bearce : choriste de Goodyear
- Celeste Bolin : choriste de Goodyear
- Amanda Byram : choriste de Goodyear
- Holly Carlock : choriste de Goodyear
- Erin Caskey : choriste de Goodyear
- Jennifer Charles : choriste de Goodyear